# Kurt Hanf
Kurt Hanf (* 30. Oktober 1912 in Sonneberg; † 31. Januar 1987 in Jena) war ein deutscher Maler und Grafiker.

## Leben und Werk
Der Vater Hanfs betrieb eine Malerwerkstatt. Dort lernte Hanf die Wandmalerei und Sgraffito-Technik kennen. Von 1928 bis 1931 absolvierte er eine Ausbildung als Dekorationsmaler und 1936 legte er die Meisterprüfung ab. Ab 1937 studierte Hanf Komposition an der Weimarer Musikhochschule mit dem Abschluss als Chorleiter. Daneben hospitierte er an der Weimarer Kunsthochschule. 1941 heiratete er seine Kommilitonin Gudrun Birckner. Ab 1941 war Hanf im Kriegsdienst und bis 1946 in US-amerikanischer Kriegsgefangenschaft. Von 1946 bis 1951 hatte er eine Stelle als Bratschist im Jenaer Sinfonieorchester.
Danach arbeitete er in Jena als freiberuflicher Maler und Grafiker. Bis zu seinem Ableben hat Hanf das künstlerische Leben der Stadt maßgebend mitgeprägt. Bekannt wurde er vor allem durch Auftragsarbeiten für monumentale Wandbilder im öffentlichen Raum, in Jena u. a. an der vormaligen Post am Ernst-Haeckel-Platz, am heutigen Angergymnasium und im heutigen „Kulturbahnhof“. Im Auftrag der Wismut AG entstand 1972/1973 das Monumentalgemälde „Sonne in Menschenhänden“.

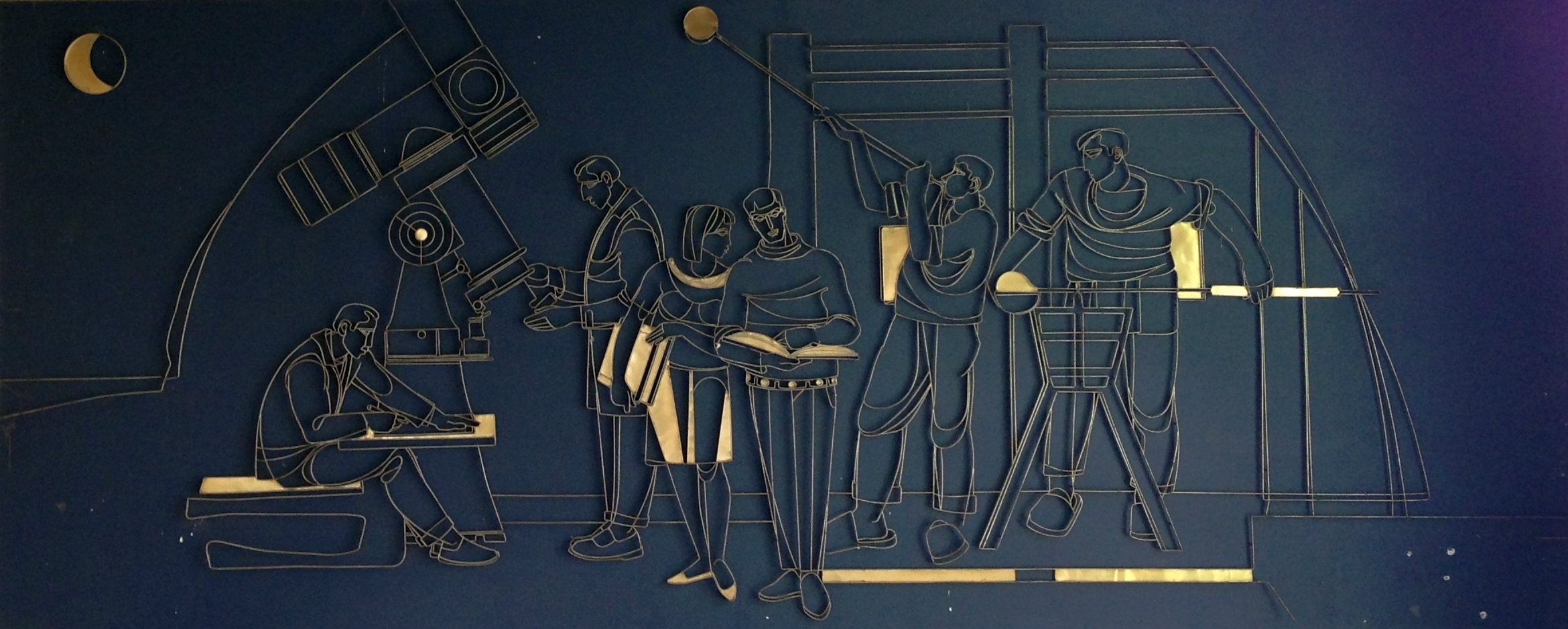
Wandbild im Saalbahnhof Jena

Hanf engagierte sich neben seiner eigenen künstlerischen Arbeit intensiv kunstpädagogisch. Ab 1952 leitete er den Zeichenzirkel des Glaswerks Schott & Gen., ab 1957 war er Leiter des Kunstkreises des VEB Carl Zeiss Jena. Ab 1966 leitete er über zehn Jahre die Förderklasse für Malerei und Grafik beim Bezirkskabinett für Kulturarbeit Gera, deren Mitglieder er auch in die Arbeit an Wandbilder einbezog. So entstand z. B. 1968 das ca. 12 Meter breite Wandbild Lebensfreude, das als „gelungener Versuch des bildnerischen Volksschaffens“ auf dem „schwierigen Terrain“ des Wandbilds galt. Für diese „Schrittmacherleistungen in der künstlerischen Leitung des bildnerischen Volksschaffens“ erhielt Hanf 1970 den Nationalpreis III. Klasse.
Hanf war ein typischer Vertreter des sozialistischen Realismus in der Malerei. Er war u. a. Mitglied der SED und des Verbands Bildender Künstler der DDR, deren Bezirksgruppe Gera er mitbegründet hatte.
2012 ehrte die Stadt Jena Hanf mit einer Gedenktafel am Haus Binswangerstraße 20.

## Werke (Auswahl)
- Chemiezirkel (Öl, 110 × 130 cm; auf der Dritten Deutschen Kunstausstellung)

- Kinderfest (Öl, 80 × 195 cm; auf der Vierten Deutschen Kunstausstellung)[3]
- Studiengruppe (Öl; auf der Fünften Deutschen Kunstausstellung)[4]
- Mädchen mit Handpuppen (1965, Öl, 69,5 × 54,2 cm; Städtische Museen Jena)[5]
- Parteiveteran P. H. (1967, Öl; auf der VI. Deutschen Kunstausstellung)[6]
- Lernende Kinder, Aluminium-Wandmalerei im Foyer der Heinrich-Heine-Schule, Dammstraße 37, Jena, Quelle: TLZ, 25. Mai 1996, S. 4 (muss eventuell überarbeitet werden)
- Brunnen mit Pfau, Innenhof, der Heinrich-Heine-Schule, Dammstraße 37, Jena, Quelle: TLZ, 25. Mai 1996, S. 4 (muss eventuell überarbeitet werden)

## Ausstellungen (mutmaßlich unvollständig)

### Einzelausstellungen
- 2012 Jena, Galerie am Stadtspeicher
- 2013 Jena Villa Rosenthal (zum 100. Geburtstag)

### Ausstellungsbeteiligungen
- 1951/1952: Berlin, Museumsbau am Kupfergraben („Künstler schaffen für den Frieden“)
- 1953, 1958/1959, 1962/1963 und 1967/1968: Dresden, Dritte bis VI. Deutsche Kunstausstellung
- 1969, 1974 und 1979: Gera, Bezirkskunstausstellungen